# Petroscirtes ancylodon
Petroscirtes ancylodon är en fiskart som beskrevs av Rüppell, 1835. Petroscirtes ancylodon ingår i släktet Petroscirtes och familjen Blenniidae. Inga underarter finns listade i Catalogue of Life.